# Lucius Arruntius (Konsul 6)
Lucius Arruntius (* vor 27 v. Chr.; † 37 n. Chr.) war ein Politiker der Römischen Kaiserzeit und Konsul des Jahres 6 n. Chr. Er wurde vom römischen Historiker Tacitus gerühmt. Kaiser Tiberius misstraute ihm, weshalb er die ihm um 25 n. Chr. übertragene Provinz Hispania citerior etwa zehn Jahre lang von Rom aus verwalten musste. Er sah sich während seines späteren Lebens auch der Feindschaft der Prätorianerpräfekten Seian und Macro ausgesetzt und verübte schließlich im Jahr 37, als Macro eine Anklage gegen ihn betrieb, Selbstmord.

## Leben
Lucius Arruntius entstammte der römischen gens Arruntia. Laut den Fasti Capitolini führten sein Großvater und sein Vater ebenfalls das Pränomen Lucius. Wahrscheinlich war er demnach ein Sohn des gleichnamigen Konsuls von 22 v. Chr. Die Annalen des Tacitus stellen die wichtigste Quelle für sein Leben dar.
Arruntius war ein sehr angesehenes, reiches und integeres Mitglied des Senats. Er besaß herausragende Fähigkeiten und erfreute sich großer Beliebtheit. Über seinen frühen  cursus honorum ist nichts bekannt. Als er 6 n. Chr. das Konsulat bekleidete, hatte er Marcus Aemilius Lepidus zum Amtskollegen.
In einem der letzten Gespräche, die Augustus mit seinen Freunden führte, soll der Kaiser auf die Frage, wer willens und fähig zur Übernahme der höchsten Staatsgewalt sei, erklärt haben, dass Arruntius des Throns nicht unwürdig sei und auch genug Mut zur Ergreifung der Herrschaft hätte, falls sich ihm eine Gelegenheit dazu bieten sollte. Wegen dieser Aussage des Augustus – die aber laut anderen Gewährsmännern des Tacitus nicht auf Arruntius, sondern auf Gnaeus Piso gemünzt gewesen wäre – und aufgrund seines Reichtums und Ansehens, soll sich Arruntius das ständige Misstrauen von Augustus’ Nachfolger, Kaiser Tiberius, zugezogen haben.
Am ersten Tag, an dem der Senat nach dem Tod des Augustus (19. August 14) einberufen wurde, fand eine Diskussion über die Begräbnismodalitäten des verstorbenen Princeps statt.  Auf Antrag des Arruntius wurde beschlossen, dass eine Namensliste der von Augustus verabschiedeten Gesetze und der von ihm besiegten Völker bei der Begräbnisprozession vorangetragen werden sollte. Arruntius sprach auch im Senat über den Prinzipat des Tiberius.
Nachdem ein Hochwasser des Tiber schwere Überflutungsschäden in Rom verursacht hatte, wurde Arruntius 15 n. Chr. zusammen mit dem Juristen Gaius Ateius Capito zum Vorsitzenden der Kommission zur Regelung des Tiberlaufes ernannt. Arruntius und Ateius legten daraufhin dem Senat die Frage vor, ob einige Nebenflüsse des Tiber umgeleitet werden sollten, um so künftig ähnlich heftige Überschwemmungen zu verhindern. Gegen eine solche Maßnahme sprachen sich Gesandtschaften verschiedener benachbarter Kolonien wie Florentia, Reate und Interamna  aus, die befürchteten, dass dann ihre Gebiete größerer Überflutungsgefahr ausgesetzt wären. Außerdem müsse auf die Religion Bedacht genommen werden, nach der den fraglichen Flüssen heilige Riten, Haine und Altäre geweiht seien. Letztlich wurde entweder aufgrund dieser Bitten der Kolonien, der Schwierigkeiten der Durchführung einer Tiberregulierung oder abergläubischer Motive keinerlei Veränderung der Wasserläufe vorgenommen.
Dem wegen Mordes an Germanicus angeklagten Gnaeus Calpurnius Piso verweigerte Arruntius im Jahr 20 seinen Beistand vor Gericht. Im folgenden Jahr ergriff er beim Streit zwischen Gnaeus Domitius Corbulo (Vater des gleichnamigen Suffektkonsuls von 39) und Lucius Sulla für den letzteren Partei.  Um das Jahr 25 wurde ihm die Provinz Hispania citerior zugewiesen, er musste sie jedoch bis 34 von Rom aus durch Legaten verwalten lassen, weil Kaiser Tiberius ihm misstraute.
Die Anhänger des Tiberius, Seian und Macro, waren Arruntius feindlich gesinnt. Schon vor dem Jahr 32 wurde er, wahrscheinlich auf Anstiften Seians, von Aruseius und Sanquinius aus einem unbekannten Grund vor Gericht gezogen, aber freigesprochen; dafür erhielten seine Ankläger Strafen. Auf Veranlassung von Macro wurde er im Jahr 37, kurz vor dem Tod des Tiberius, erneut angeklagt, und zwar als angeblicher Liebhaber der Albucilla und wegen respektloses Verhaltens gegenüber Tiberius. Seine Freunde rieten ihm, den bald zu erwartenden Tod des schwerkranken Kaisers abzuwarten. Obwohl er sich so wahrscheinlich hätte retten können, nahm er sich durch Öffnen der Adern das Leben, weil er von Tiberius’ Nachfolger Caligula noch Schlimmeres erwartete.
Wahrscheinlich war er der Adoptivvater des späteren Konsuls Lucius Arruntius Camillus Scribonianus und Großvater des Stadtpräfekten Lucius Arruntius L. f. Scribon[ianus].
Seiner Familie gehörte ein Grabmal in Rom, von dem zahlreiche Inschriften erhalten sind: CIL VI, 5931–CIL VI, 5960.